# ザルツブルク音楽祭

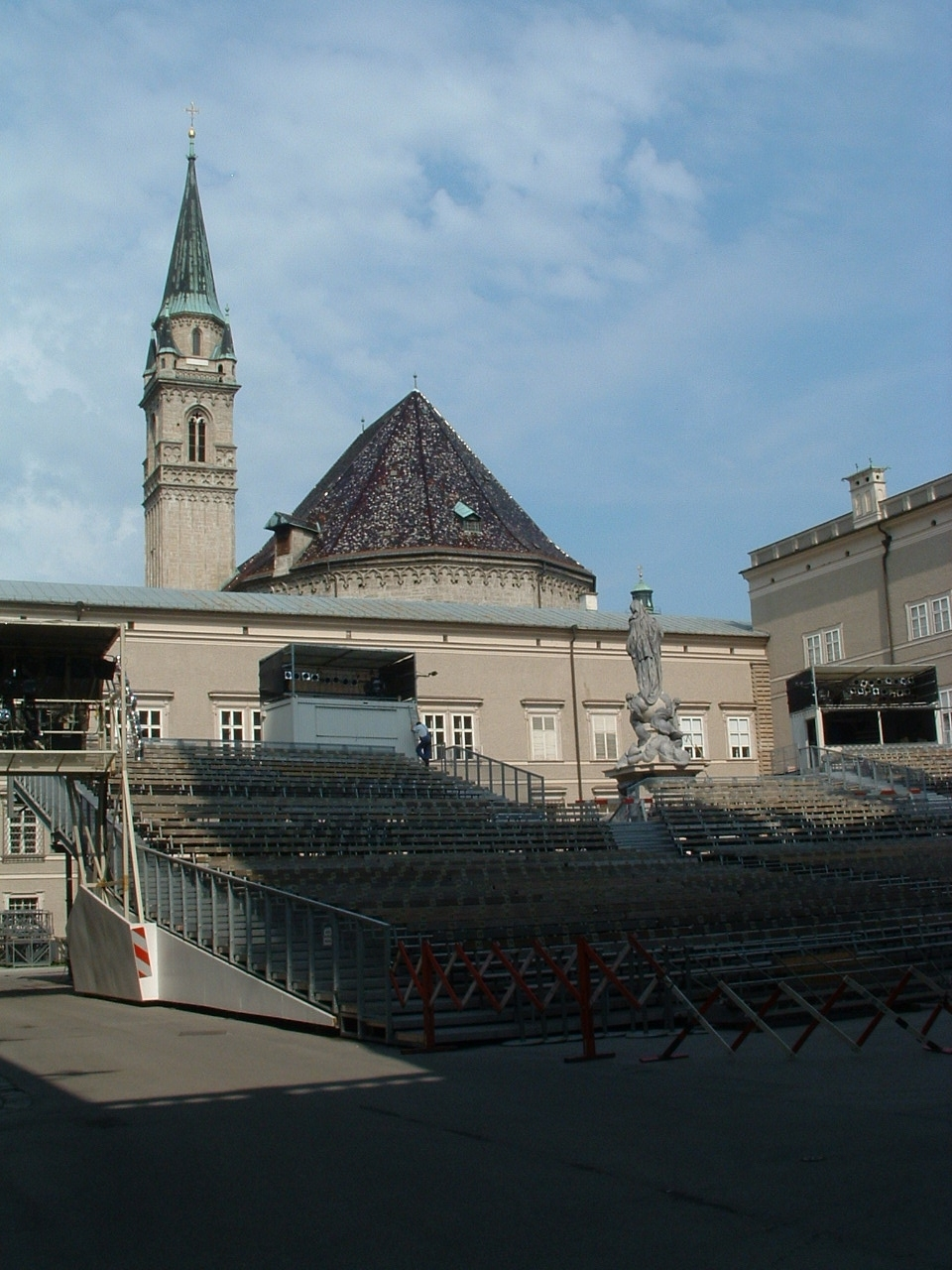
大聖堂広場

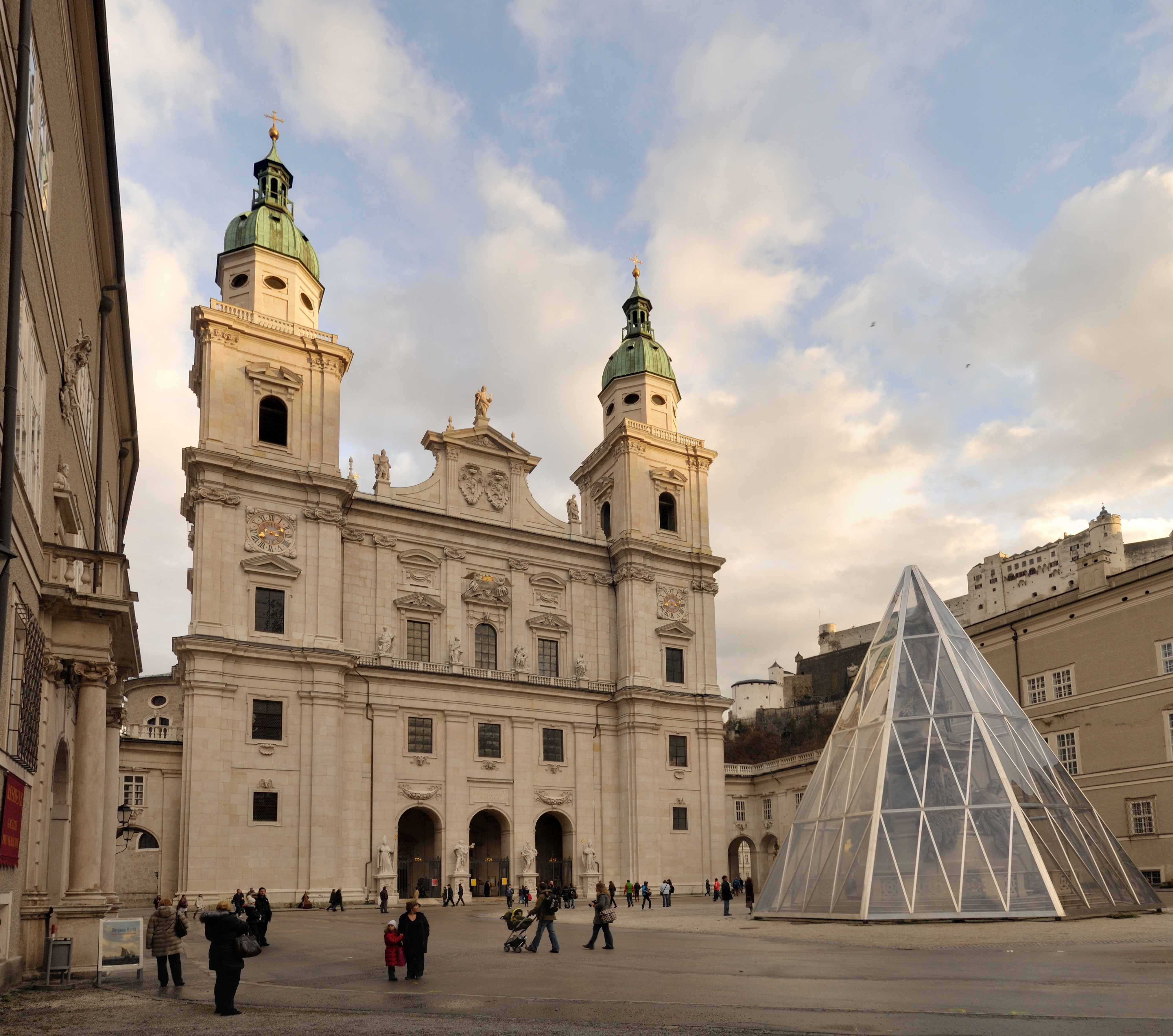
大聖堂広場

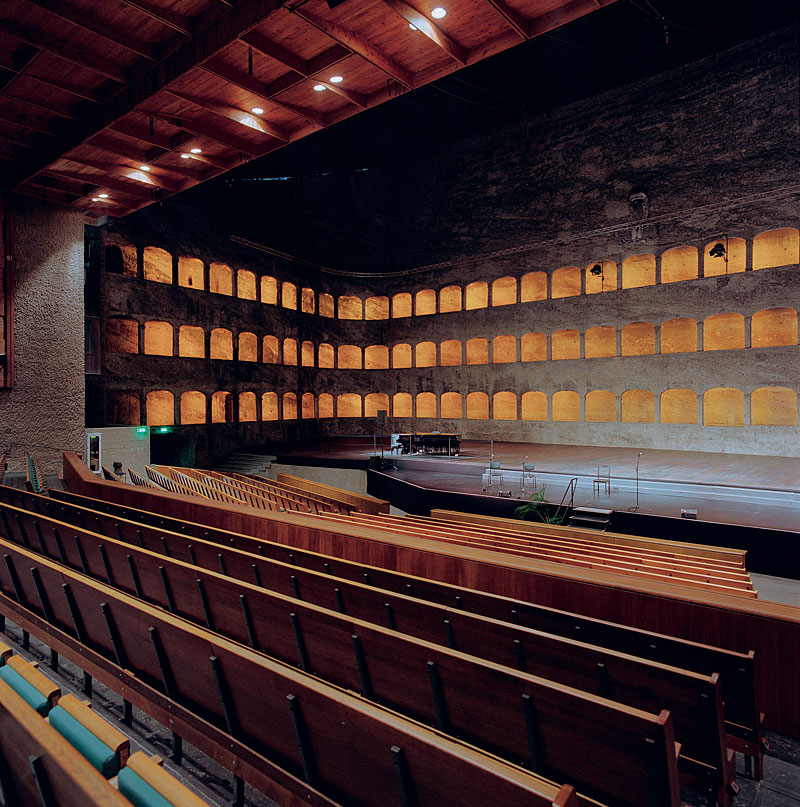
フェルゼンライトシューレ

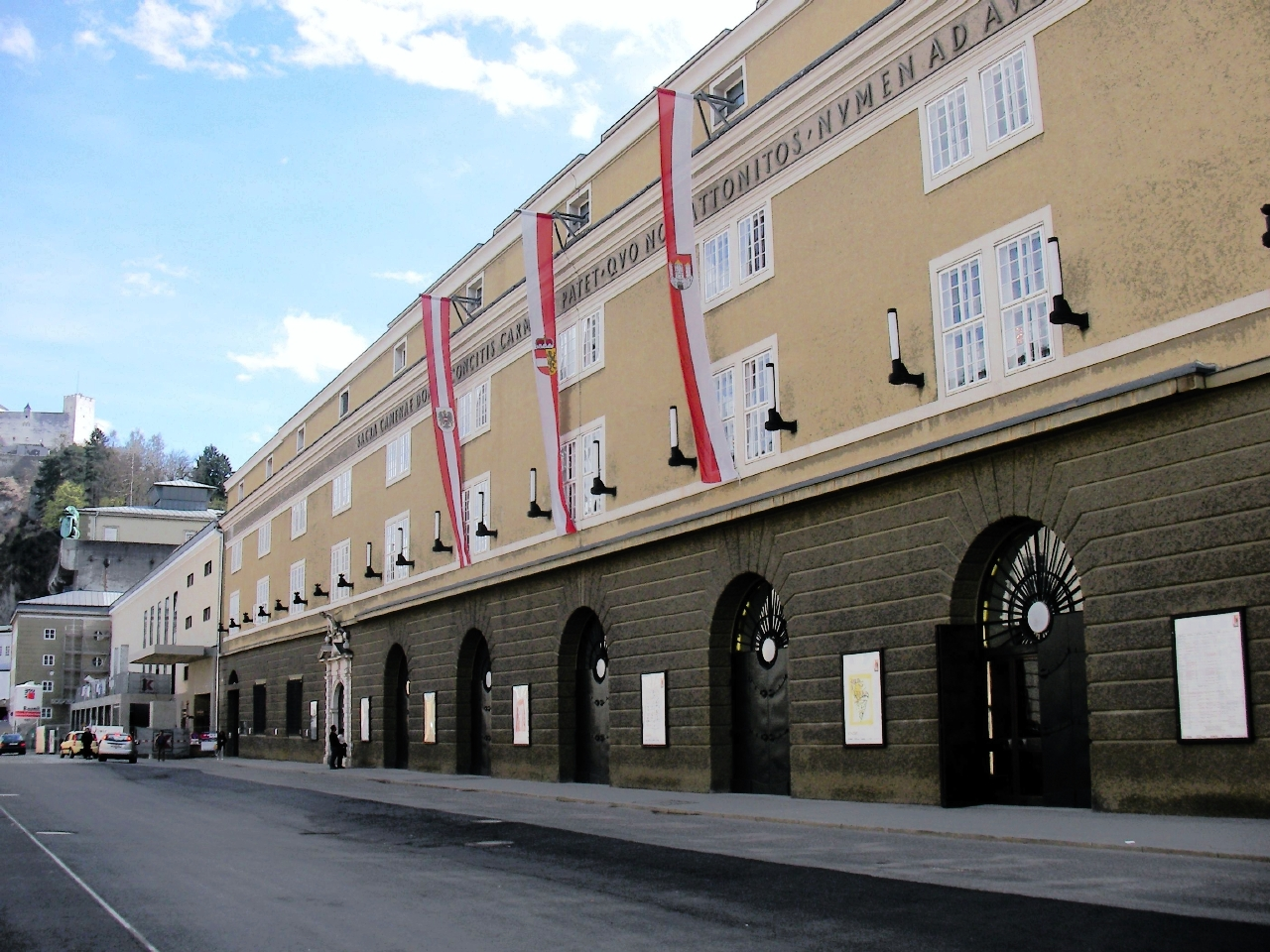
祝祭大劇場外観

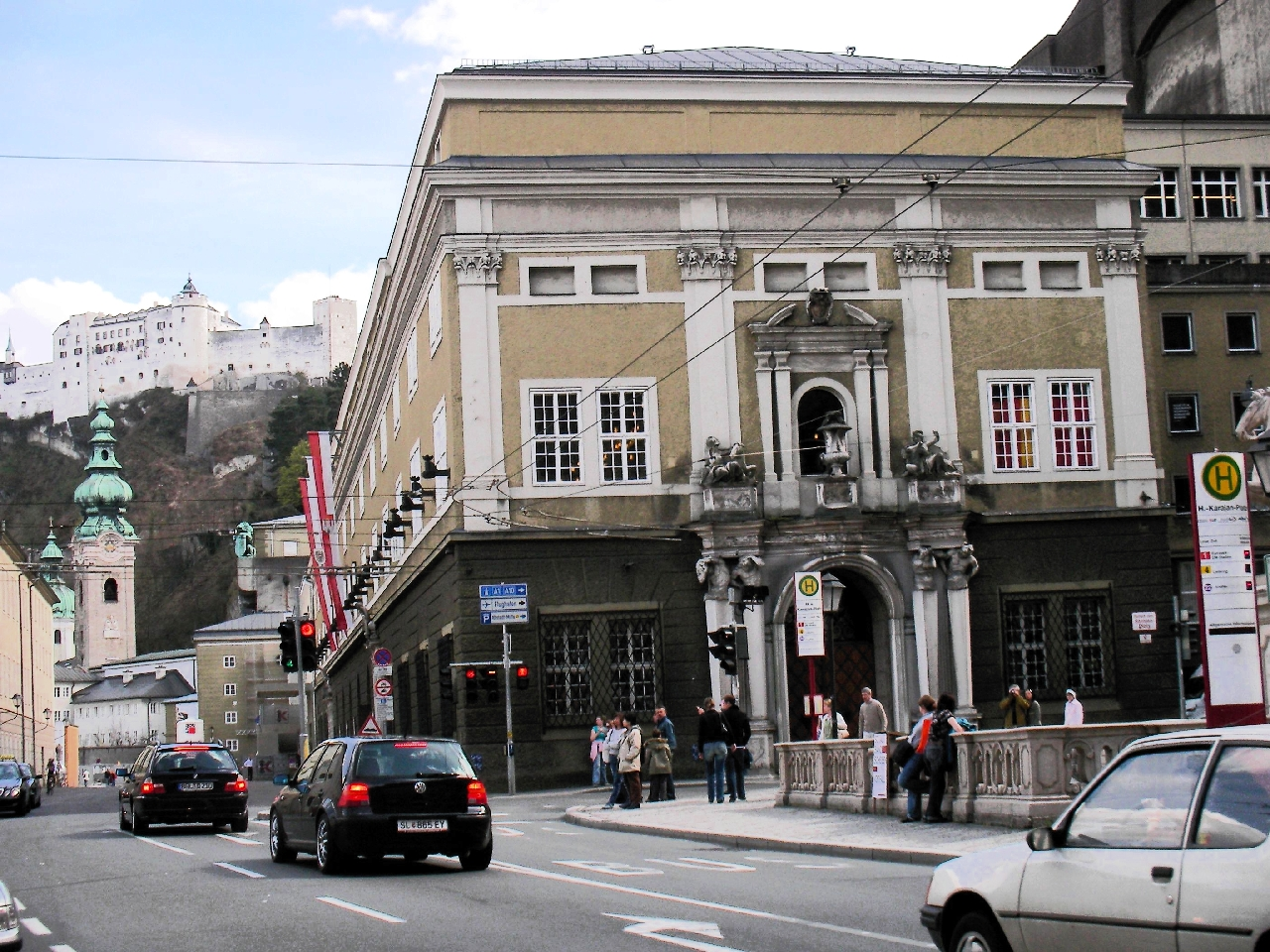
カラヤン広場

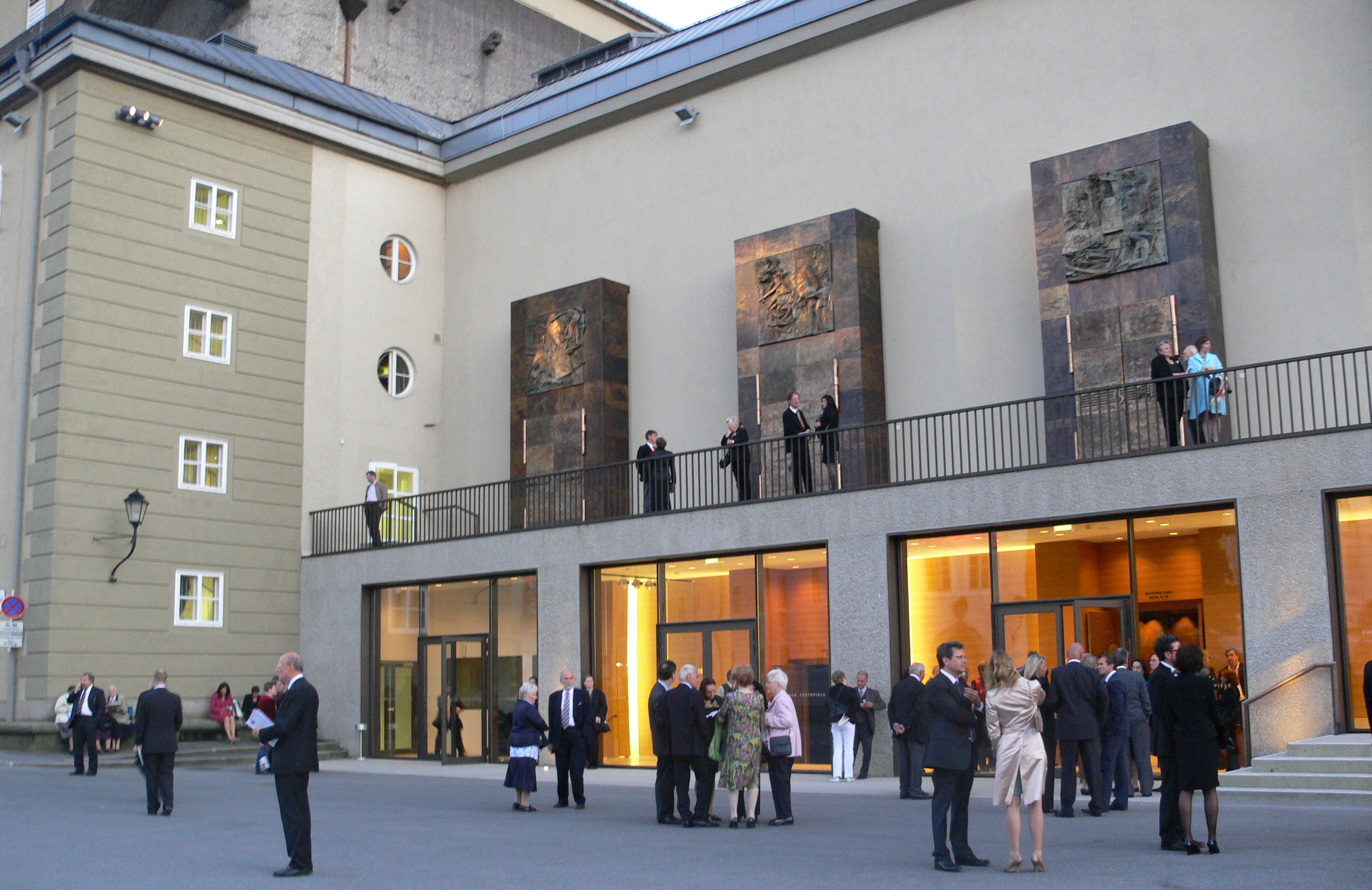
モーツァルトのための劇場

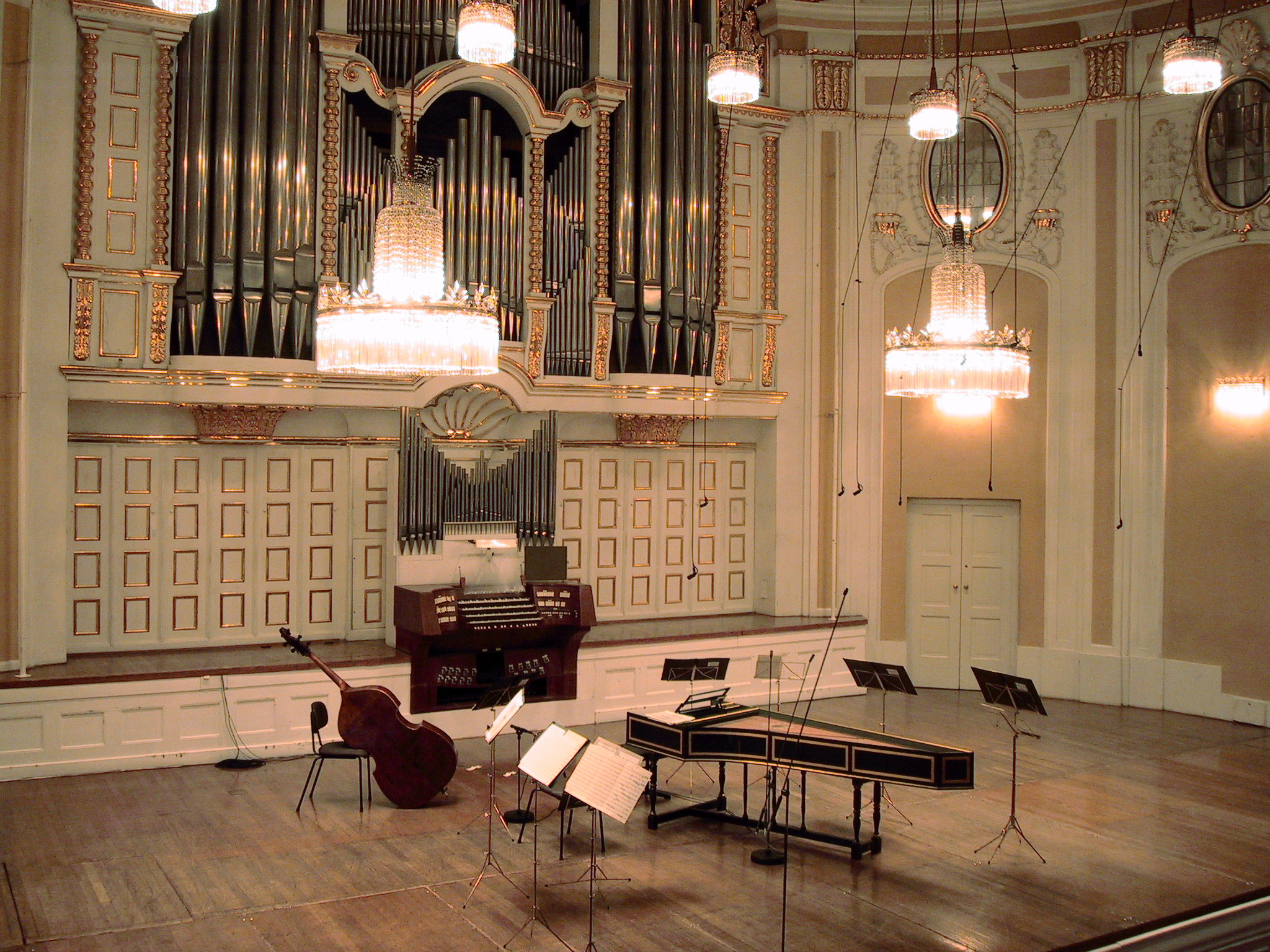
モーツァルテウム大ホール

ザルツブルク音楽祭（ザルツブルクおんがくさい、ドイツ語: Salzburger Festspiele ザルツブルガー・フェストシュピーレ）は、オーストリアのザルツブルクで毎年夏に開かれる音楽祭。モーツァルトを記念した音楽祭として、世界的に知られている。ウィーン・フィルを始め、世界のトップオーケストラ、歌劇団、指揮者、ソリストが集い、世界でもっとも高級かつ注目を浴び規模でも世界最大の音楽祭の一つである。
なお、当初から演劇部門も大きなウェイトを占めており、また原語では「ザルツブルクの祝祭上演」という意味であるため、本来ならば「音楽祭」と呼ぶのは不適当であるが、日本では慣習上「音楽祭」と呼称している。ここでも、以降は便宜上「音楽祭」と呼称する。

## 歴史
モーツァルトが誕生したザルツブルクでは、1842年にモーツァルト音楽祭が、1856年にモーツァルト生誕100年記念音楽祭が開かれていた。この流れを受けて、1877年にウィーンフィルがウィーン以外ではじめての公演をおこなう。1887年に指揮者のハンス・リヒターが参加してザルツブルク音楽祭（Salzburger Musikfest）が始まった。ウィーン・フィルも招いたこの音楽祭は第一次世界大戦などで中断している。現在の音楽祭は、この流れを汲んでいるとされる。

### 発足から第二次世界大戦まで
第一次世界大戦末期の1917年、演出家マックス・ラインハルトが現在につながる音楽祭の実施を考え祝祭劇場協会を発足、やがてフーゴー・フォン・ホーフマンスタールらが委員に加わり、
1920年8月22日に第一回の「ザルツブルク・フェスティヴァル（音楽祭）」が開かれた。この年は、ラインハルト演出のホーフマンスタールの演劇「イェーダーマン」のみの上演であったが、1921年にはコンサートも加えられモーツァルト作品が取り上げられるようになり、1922年にはオペラも上演されるようになった。初期からリヒャルト・シュトラウス、ワルターが積極的に参加しており、その後はトスカニーニ、フルトヴェングラー、クナッパーツブッシュなど、世界を代表する指揮者が次々に参加する音楽祭として発展していく。
しかし、1938年のオーストリア併合は音楽祭の流れを大きく変えてしまった。併合前後から歌手の出演に対する干渉が始まっており、併合不可避となった時点でトスカニーニ、ワルターなどユダヤ人音楽家やナチに反対する音楽家が去った。1939年の音楽祭は第二次世界大戦勃発に伴い途中で中止され、翌1940年にはナチの干渉がありながらも辛うじて開催されたが、「ドイツの"音楽祭"はバイロイトだけで十分だ」という理由で「ザルツブルク、音楽と演劇の夏」という名前に変えられた。1941年からはクレメンス・クラウスを音楽監督に据えて辛うじて継続したが、1944年の音楽祭は直前のヒトラー暗殺未遂事件（ヴァルキューレ作戦）の影響と「総力戦」の発令に空襲の危険から、フルトヴェングラー指揮ウィーン・フィルによるただ1回のコンサート（ブルックナーの交響曲第8番）と、シュナイダーハン四重奏団のコンサート1回、リヒャルト・シュトラウスの新作歌劇「ダナエの愛」のゲネラルプローベだけが行われた。そんな中、1938年にワルターの代役としてカール・ベームが初出演し、戦後一時期の活動自粛時期を除いて1980年まで音楽祭の中心として活躍することになる。カラヤンも1938年に本格的な初出演（以前に舞台の伴奏を指揮したことはある）をする予定であったが、指揮する予定の歌劇（「魔笛」）が選から漏れ、初出演は1948年まで待たされることになった。

### 戦後復興とフルトヴェングラー時代
第二次世界大戦ではザルツブルクにも空襲があり（ヒトラーの別荘が近くのベルヒデスガーデンにあったため）モーツァルト所縁の家などが破壊された。1945年5月にはアメリカ軍がザルツブルクに進駐してきたが、音楽祭は例年通り開催されることになった。当初、アメリカ軍を通じてトスカニーニやワルター（いずれも当時アメリカに滞在）の復帰や、ウラディーミル・ホロヴィッツ、ヤッシャ・ハイフェッツらアメリカの著名音楽家の出演を要請したが叶わなかった。それでも、8月12日に初日を迎え「後宮からの誘拐」（フェリックス・プロハスカ指揮）などが演奏された。ただし、ウィーン国立歌劇場が3月に空襲で破壊され、舞台装置や衣装などがアテに出来なくなった為、この頃からウィーンとは別のプロダクションを制作することになった。
戦前の音楽祭で中心だったフルトヴェングラーなどの面々は非ナチ化裁判やアメリカへの亡命の影響などもあって1947年まで出演できず、エルネスト・アンセルメやフェレンツ・フリッチャイ、ジョージ・セル、カール・シューリヒトなどの新顔が出演するようになった。フルトヴェングラーは復帰すると亡くなる1954年まで、「フィデリオ」、「オテロ」、「フィガロの結婚」、「魔弾の射手」、「魔笛」、「ドン・ジョヴァンニ」の各歌劇やいくつかのコンサートを指揮し大活躍した（1952年は急病のためキャンセル）。1951年には単身でヨーロッパ演奏旅行をしていたレオポルド・ストコフスキーがただ1度の出演をし、翌1952年には1944年にゲネラルプローベだけが行われた「ダナエの愛」の初演が行われた。また、戦前の常連ワルターが復帰してモーツァルトの交響曲第25番や『レクィエム』などの演奏を披露しているほか、現代作品も多くプログラムに取り入れられるようになった。
カラヤンは1948年に「フィガロの結婚」などを振って本格的な初出演を果たしたが、フルトヴェングラーとの確執もあり（ザルツブルク復帰に微力ながら尽力したにも拘らず）、音楽祭芸術監督就任後の1957年まで音楽祭にはご無沙汰することとなった。また、1947年からは現代作品が積極的に取り上げられるようになり、嚆矢としてゴットフリート・フォン・アイネムの新作歌劇「ダントンの死」が取り上げられた（クレンペラー→フリッチャイ指揮）。

### 帝王時代
1956年、カラヤンが音楽祭芸術監督に就任した（1960年まで）。カラヤンは音楽祭の諸改革や新機軸を次々と打ち出し、1957年からはウィーン・フィル以外のオーケストラも呼ぶことになり、その手始めとして彼の手兵のベルリン・フィルハーモニー管弦楽団が音楽祭に初出演した。また、祝祭大劇場の建築を主導し1960年に完成、カラヤン指揮の「ばらの騎士」で杮落としが行われた。従来の祝祭劇場は1963年に改装された。カラヤン以外にも、戦前から出演していたベームを初めヨーゼフ・カイルベルト、イシュトヴァン・ケルテス、ズービン・メータ、ロリン・マゼール、クラウディオ・アバド、ジェームズ・レヴァイン、小澤征爾ら時代を代表する顔ぶれでその地位を揺るぎないものとした。この時期には一部のチケットはプレミアにより高額で取引されていた。カラヤンは指揮以外にも自ら歌劇の演出を行い、1965年の「ボリス・ゴドゥノフ」で初めて成功を得た。なおカラヤンは1967年から、同じ祝祭大劇場で復活祭音楽祭を始めた（ザルツブルク復活祭音楽祭#創立の背景）。
1970年代後半からはレヴァインの台頭が著しく、モーツァルトの歌劇の指揮を多く任されるようになった。指揮者以外では、1980年には「ホフマン物語」（オッフェンバック）でいわゆる「3大テノール」のプラシド・ドミンゴ主演、1983年にはドミンゴの盟友ルチアーノ・パヴァロッティがレヴァイン指揮の「イドメネオ」で主演している。なお、1981年8月14日に前年まで長く音楽祭に出演していたベームが死去している。
1983年と1984年には、祝祭大劇場落成時に使われた舞台装置を以て「ばらの騎士」を上演（カラヤン指揮）した。1985年には当代一のカルメン歌手とも言われるアグネス・バルツァを主演に迎えた「カルメン」がカラヤンの指揮で上演されたが、意見の相違からバルツァは翌年には出演しなかった。

### カラヤン以後
1989年7月16日、この年の音楽祭ではヴェルディの「仮面舞踏会」を指揮する予定だったカラヤンは自宅で急死した。「仮面舞踏会」の指揮はゲオルク・ショルティ（1937年のトスカニーニ指揮の「魔笛」でグロッケンシュピールを演奏）とグスタフ・クーンに代わった。1991年はモーツァルト没後200年記念として、演目は彼の主だった歌劇で占められた。1992年にジェラール・モルティエが芸術監督となり、演目をより現代的に改革することとなる。改革は片方では若手演奏家、演出家の大胆な起用もあり一応の成功を見たものの、もう片方では超保守的なリッカルド・ムーティ（1971年初出演）のように「モルティエが総監督でいる限りザルツブルク音楽祭でオペラの指揮はしない」と絶縁を宣言する音楽家も出す結果となった。この時代の新顔としては、ロジャー・ノリントン、ニコラウス・アーノンクール、ヴァレリー・ゲルギエフ、ピエール・ブーレーズらがいる。また、1998年には60年ぶりに上演されるワーグナーの楽劇として、「パルジファル」が上演された（ゲルギエフ指揮）。
2000年にはスケジュールミスによるアバドの降板騒動や、政治問題からのモルティエ辞任騒動が沸き起こった。また、2001年に上演されたハンス・ノイエンフェルス演出による『こうもり』では、過激な演出が物議をかもした。
2002年に芸術監督がペーター・ルジツカへとバトンタッチ。彼はプロデューサーとしては一定の成功を収めた一方で、演出上やその他下世話的なスキャンダルや噂にも見舞われた。ルジツカはまた、戦前にはナチから「退廃音楽」の烙印を押された楽曲にスポットを当てたり、モーツァルト生誕250年の2006年に向けたモーツァルトの歌劇の新演出上演を邁進した。2006年秋からは、これまで演劇部門の監督であった演出家のユルゲン・フリムが芸術監督に、現代音楽専門のピアニストのマルクス・ヒンターホイザーが音楽監督に就任した。
2008年4月に、事実上最初の海外公演となる日本への引越し公演が実施される予定であり、愛知県芸術劇場とフェスティバルホール（第50回大阪国際フェスティバル公演）、東京文化会館で計4公演が行われる。演目はクラウス・グート演出による「フィガロの結婚」（2006年・2007年度上演）。指揮は、モーツァルトイヤーの2006年度に「シピオーネの夢」を上演を指揮したロビン・ティチアーティ（1983年ロンドン生まれ）が担当する。管弦楽はイギリスの古楽器オーケストラであるエイジ・オブ・インライトゥメント管弦楽団、合唱はウィーン国立歌劇場合唱団、ウィーン楽友協会合唱団、アーノルド・シェーンベルク合唱団の混成チームが担当する。
脚注
1. ↑  下川耿史 家庭総合研究会 編『明治・大正家庭史年表:1868-1925』河出書房新社、2000年、445頁。ISBN 4-309-22361-3。
2. ↑  “訃報 〓 ハンス・ノイエンフェルス（80）ドイツの演出家”. 月刊音楽祭 (2022年2月7日). 2024年2月9日閲覧。
3. ↑  演出上の騒ぎとしては、2003年に上演された「後宮からの誘拐」の演出で、全裸のカップルが冒頭から登場し、初日は大ブーイングの末上演が途中で打ち切られた。一方の下世話騒ぎの類としては、カルロス・クライバーやアンナ・ネトレプコなど有名音楽家の出演情報次第で、公演に対する盛り上がり方が異常なほどに上下した（クライバーに関しては、「ばらの騎士」の指揮を執るようルジツカが鋭意交渉中」という尾ひれがついた。いずれにせよ、クライバーの死によってこの話題は打ち切られた。ネトレプコに関しても、タレントとしても活躍している彼女が出演すること自体が最大の呼び物となり、出演した「椿姫」や「フィガロの結婚」のチケットに異常なプレミアがつくほどの人気だった）。こういった騒ぎはルジツカ体制特有のものではないが、芸能界のスキャンダルっぽい騒ぎが起こるのは、ここ最近の話である。

## モーツァルト・イヤー
モーツァルト生誕地の音楽祭ということで、節目の年には「模範上演」としてモーツァルトのオペラが集中的に上演される。2006年は未完成作品含んだ全作品が上演された。（）内は指揮者。
- 1941年（没後150年）
  - 「フィガロの結婚」（ベーム）
  - 「ドン・ジョヴァンニ」（クナッパーツブッシュ）
  - 「魔笛」（ベーム）
  - （他にリヒャルト・シュトラウスの「ばらの騎士」）
- 1956年（生誕200年）
  - 「フィガロの結婚」（ベーム）
  - 「ドン・ジョヴァンニ」（ディミトリ・ミトロプーロス）
  - 「魔笛」（ゲオルク・ショルティ）
  - 「後宮からの誘拐」（ジョージ・セル）
  - 「イドメネオ」（ベーム）
  - 「コジ・ファン・トゥッテ」（ベーム）
- 1991年（没後200年）
  - 「フィガロの結婚」（ベルナルト・ハイティンク）
  - 「ドン・ジョヴァンニ」（ムーティ）
  - 「魔笛」（ショルティ）
  - 「イドメネオ」（小澤征爾）
  - 「皇帝ティートの慈悲」（コリン・デイヴィス）
  - 「コジ・ファン・トゥッテ」（ムーティ）
  - 「後宮からの誘拐」（ホルスト・シュタイン）
- 2006年（生誕250年）

全上演曲目がユニバーサルミュージックからDVDソフトとして発売される。ここではDVDに収録される内容に準じて記す。括弧内は（指揮者。オーケストラ。発売レーベル）
- - 「フィガロの結婚」（アーノンクール。VPO。グラモフォン）
  - 「ドン・ジョヴァンニ」（ダニエル・ハーディング。VPO。デッカ）
  - 「魔笛」（ムーティ。VPO。デッカ）
  - 「アポロとヒュアキントゥス/第一戒律の責務」（ヴァルニッヒ。モーツァルテウム音楽大学o。グラモフォン）
  - 「バスティアンとバスティエンヌ」&「劇場支配人」（エリーザベト・フックス。ザルツブルク・ユンゲpo。グラモフォン）
  - 「救われしベトゥーリア」（クリストフ・ポッペン。ミュンヘン室内管弦楽団。グラモフォン）
  - 「コジ・ファン・トゥッテ」（マンフレッド・ホーネク。VPO。グラモフォン）
  - 「後宮からの誘拐」（アイヴァー・ボルトン。ザルツブルク・モーツァルテウム管弦楽団。デッカ）
  - 「イドメネオ」（ノリントン（オリジナル版。ミヒャエル・ギーレンのキャンセルによる）。カメラータ・ザルツブルク。デッカ）。なお、ファビオ・ルイージが振ったリヒャルト・シュトラウス版はDVDとしてはリリースされていないが、ORFEOからライヴ盤がリリースされている。
  - 「羊飼いの王様」（トーマス・ヘンゲルブロック。バルタザール＝ノイマンアンサンブル。グラモフォン）
  - 「シピオーネの夢」（ロビン・ティチアーティ。ケルンテン交響楽団。グラモフォン）
  - 「にせの花作り女」（ボルトン。ザルツブルク・モーツァルテウムo。グラモフォン）
  - 「ルッチオ・シルラ」（トマス・ネトピル。フェニーチェ歌劇場管弦楽団。グラモフォン）
  - 「ポントの王ミトリダーテ」（マルク・ミンコフスキ。レ・ミュジシャン・デュ・ルーヴル。デッカ）
  - 「ツァイーデ/アダマ」（「アダマ」はハヤ・チェルノヴィン作曲）（ボルトン。ザルツブルク・モーツァルテウムo。グラモフォン）
  - 「彷徨-みてくれの馬鹿娘/だまされた花婿/カイロの雛鳥」（ホーフシュタッテー。カメラータ・ザルツブルク。グラモフォン）
  - 「アルバ島のアスカニオ」（フィッシャー。マンハイム歌劇場管弦楽団。グラモフォン）
  - 「皇帝ティートの慈悲」（アーノンクール。TDK）※このDVDのみ2003年度の上演であるが、この時の演出と2006年度の演出と指揮は同一である。